# Sylvie Courvoisier

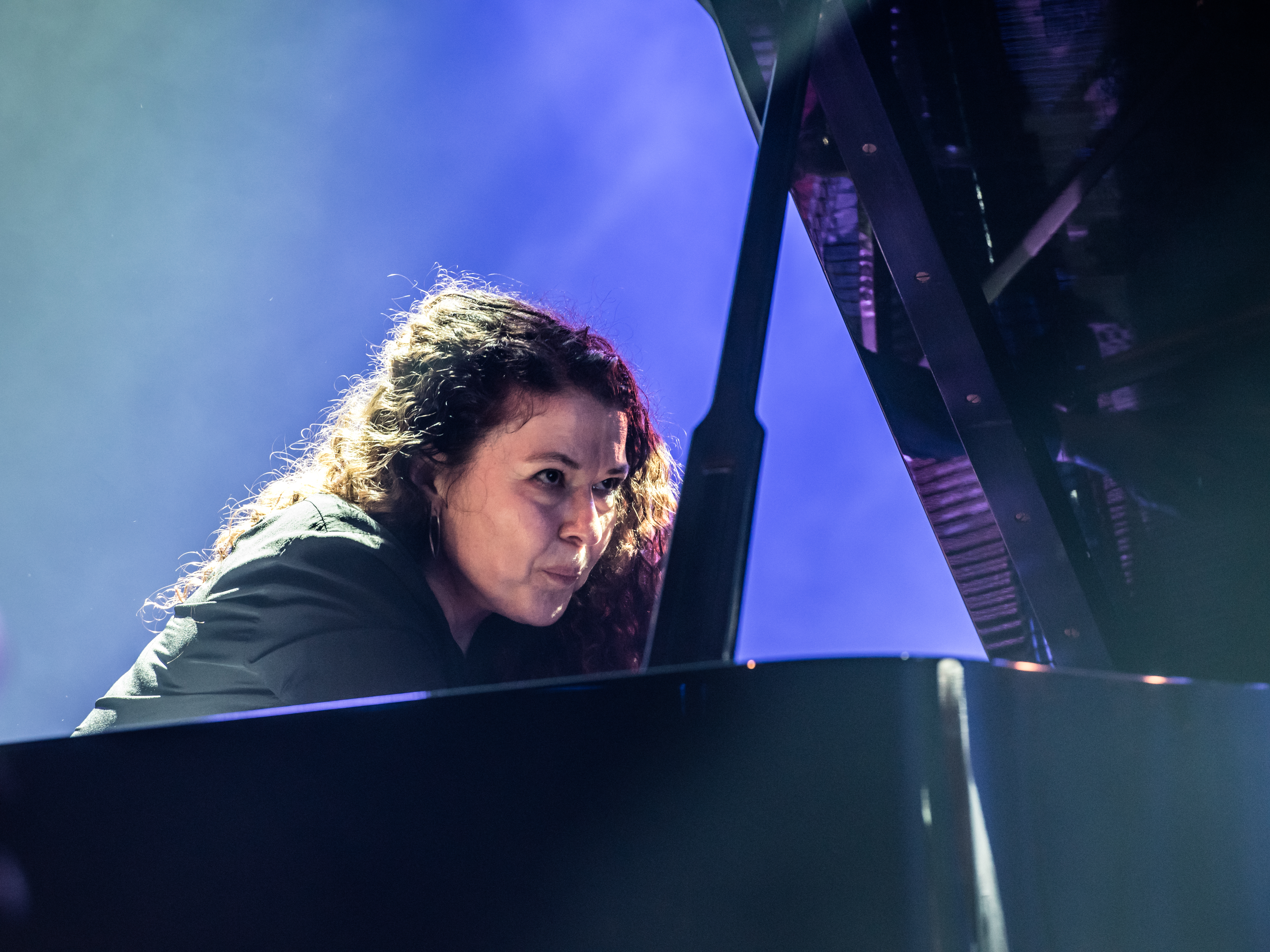
Sylvie Courvoisier en el Festival Moers, 2017

Sylvie Courvoisier (Lausana, Suiza, 30 de noviembre de 1968) es una compositora, pianista y música improvisadora. Ha colaborado con artistas de la escena jazzística neoyorquina como John Zorn, Mark Feldman, Erik Friedlander, Susie Ibarra, entre otros.

## Biografía
Courvoisier nació y creció en Suiza. En 1998,  se mudó a Brooklyn, Nueva York, donde actualmente reside. 
Courvoisier ha liderado varios grupos a través de los años y ha grabado más de 25 discos como líder o colíder para diversos sellos, entre los que destacan ECM, Tzadik y Intakt Records y aproximadamente 35 discos compactos como música acompañante. 
Ella codirige el Cuarteto Sylvie Courvoisier/Mark Feldman y dirige su propio Trío con Kenny Wollesen y Drew Gress. Asimismo dirige el quinteto Lonelyville y el Trío Abaton. Es una miembro  de Mephista, un trío de música improvisada junto a Ikue Mori y Susie Ibarra; así como del Herb Robertson Quintet, con Tim Berne, Tom Rainey y Mark Dresser. También forma parte del trío Vincent Courtois, junto a Ellery Eskelin. Courvoisier también toca en diferentes proyectos de John Zorn. Desde 1997, también actúa regularmente en dúo con el violinista Mark Feldman, quien es su esposo.
Desde 2010,  ha trabajado como pianista y compositora con el proyecto del bailarín flamenco Israel Galván llamado “La Curva”. En este proyecto Courvoisier hace uso de las técnicas extendidas del instrumento al golpearlo, jalar las cuerdas directamente, con reminiscencias a John Cage.

## Discografía seleccionada

### Cuando líder
- Music for Barrel Organ, Piano, Tuba, Bass and Percussion (Enja, 1997)
- Y2K con Michel Godard y Pierre Charial (Enja, 2000)
- Abaton con Mark Feldman, Erik Friedlander (ECM, 2003)
- Lonelyville con Ikue Mori, Mark Feldman, Vincent Courtois, Gerald Cleaver (Intakt 2007)
- Signs and Epigrams (Tzadik, 2007)
- Double Windsor con Kenny Wollesen, Drew Gress (Tzadik, 2014)

Con Mark Feldman
- Music for Violin and Piano con Mark Feldman (Avant, 1999)
- To Fly to Steal – Sylvie Courvoisier-Mark Feldman Quartet (Intakt 2010)
- Oblivia con Mark Feldman (Tzadik, 2010)
- Live at Theatre Vidy–Lausanne – Sylvie Courvoisier–Mark Feldman Duo (Intakt, 2013)

- Hôtel du Nord – Sylvie Courvoisier–Mark Feldman Quartet (Intakt, 2011)
- Birdies for Lulu–Sylvie Courvoisier–Mark Feldman Quartet con Scott Colley y Billy Mintz (Intakt, 2014)
- Miller's Tale–Sylvie Courvoisier–Mark Feldman - Evan Parker-  Ikue Mori (Intakt, 2016)

### Como colíder
- Birds of a feather con Mark Nauseef (Unit Records, 1997)
- Lavin con Lucas Niggli (Intakt, 1999)
- Deux Pianos con Jacques Demierre (Intakt, 2000)
- Passaggio con Joëlle Leandre, Susie Ibarra (Intakt, 2002)
- Alien Huddle con Ikue Mori, Lotte Anker (Intakt, 2008)
- ''Every So Oftencon Ellery Eskelin (Prime Source, 2008)
- As Soon as Possible con Courtois, Eskelin (CAM Jazz, 2008)
- Either Or And con Evan Parker (Relative Pitch, 2014)
- Salt Task con Chris Corsano,  Nate Wooley (Relative Pitch, 2016)
- Crop Circles con Mary Halvorson (Relative Pitch, 2017)

Con Mephista (Courvoisier, Ikue Mori y Susie Ibarra)
- Black Narcissus (Tzadik, 2002)
- Entomological Reflections (Tzadik, 2004)

Con John Zorn
- Cobra: John Zorn's Game Pieces Volume 2 (Tzadik, 2002)
- Masada Recital (Tzadik, 2004)
- Malphas: Book of Angels Volume 3 (Tzadik, 2006)
- Femina (Tzadik, 2009)
- Dictée/Liber Novus (Tzadik, 2010)

Con Erik Friedlander
- 50 Miniatures for Improvising Quintet (Skipstone, 2010)
- Claws and Wings (Skipstone, 2013)

Con Herb Robertson
- Real Aberration (Clean Feed, 2005)
- Elaboration (Clean Feed, 2007)